# Plískavice novozélandská
Plískavice novozélandská (Cephalorhynchus hectori) je druh malého kytovce z čeledi delfínovití a rodu Cephalorhynchus. Jedná se o jediného kytovce endemického Novému Zélandu. S délkou těla do 1,5 m se jedná o nejmenšího kytovce na světě. 

## Systematika
Druh popsal v roce 1881 belgický přírodovědec Pierre-Joseph van Beneden, který zvolil druhové jméno hectori k uctění Jamese Hectora (1834–1907), skotsko-novozélandského geologa a přírodovědce, který svého času pracoval jako kurátor Koloniálního muzea ve Wellingtonu (dnes Te Papa). Hector totiž pořídil první neformální popis druhu na základě jedince zastřeleného v Cookově průlivu v roce 1873. Rozlišují se dva poddruhy:
- C. h. hectori (Van Beneden, 1881) – rozšířen podél Jižního ostrova;
- C. h. maui A. Baker, Smith and Pichler, 2002[5] – vyskytuje se pouze podél západního pobřeží Severního ostrova. Též znám pod svým maorským jménem Māui.

Oba poddruhy se mezi sebou nepáří a oddělují je od sebe genetické i morfologické zvláštnosti. Oba poddruhy žijí ve vzájemné izolaci kolem 15–16 tisíc let.

## Areál rozšíření a populace

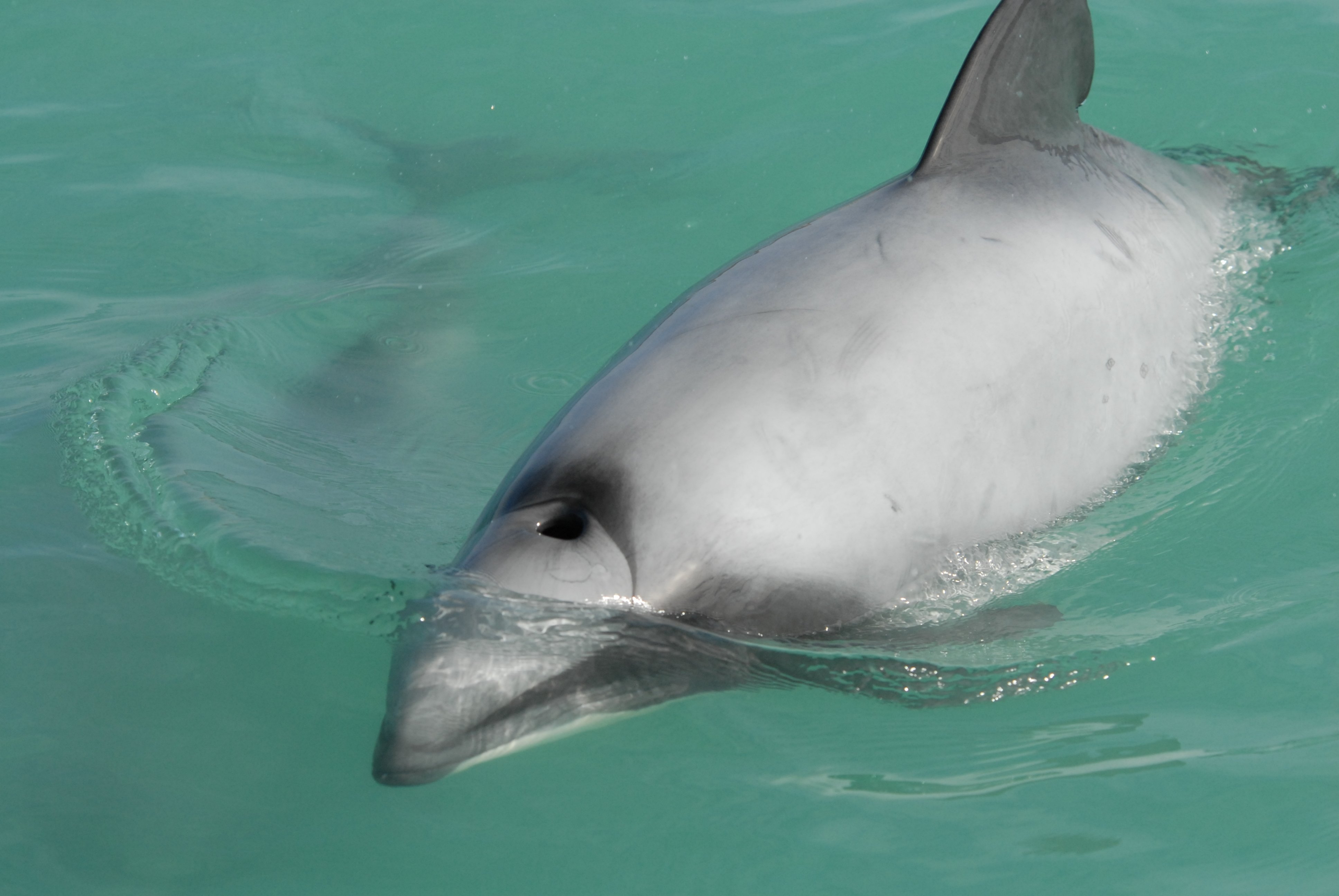
Detail hlavy s patrným tmavým vzorcem za výdechovým otvorem

Plískavice novozélandská se vyskytuje pouze u břehů Nového Zélandu, což představuje jeden z nejomezenějších areálů výskytu mezi kytovci. K největší koncentraci plískavic novozélandských dochází na východně Jižního ostrova kolem Banksova poloostrova a na západním pobřeží Jižního ostrova mezi městy Westport a Greymouth. Ve Fiordlandu se vůbec nevyskytuje. Subsp. maui  původně obýval celou délku západního pobřeží Severního ostrova, avšak jeho novodobý výskyt je omezen na pás pobřeží mezi Maunganui Bluff a Whanganui. Největších hustot dosahuje subsp. maui mezi Manukau Harbour a na jih od Port Waikatona. Stanoviště druhu tvoří mělké pobřežní vody do hloubky 75 metrů a do 8 km od břehu. Zatímco v létě se stahuje do mělkých vod těsně u břehu, v zimě se vydává o něco dále. Při nejmenším část populace se celoročně zdržuje ve stejném okrsku, který zahrnuje asi 30 km pobřeží.
Početnost populace starší jednoho roku se odhaduje na zhruba 15 000 jedinců. Na poddruh C. h. maui přitom připadá pouze asi 54 jedinců.

## Popis

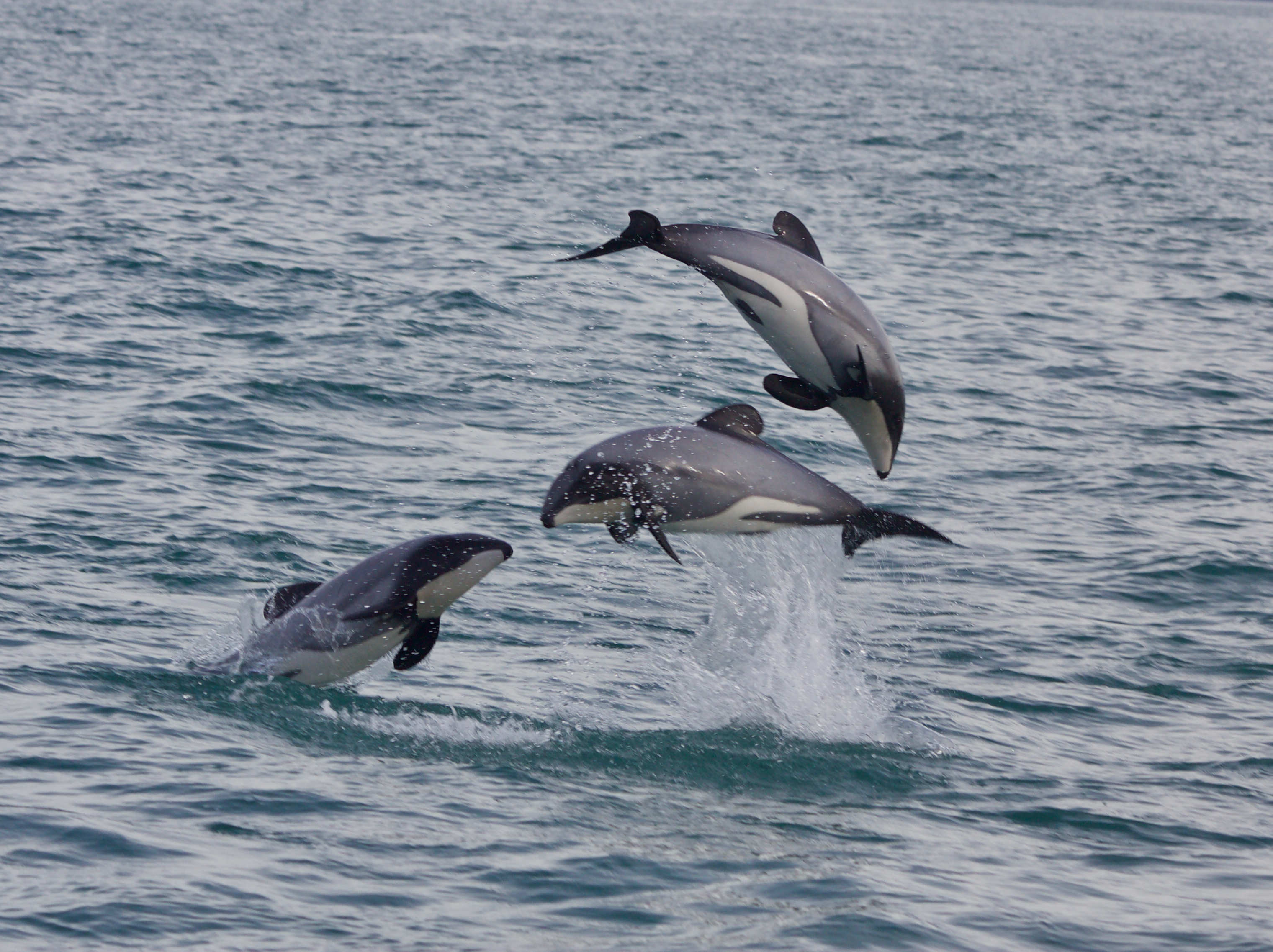
Plískavice novozélandské při výskoku z vody

Tento maličký delfínovitý kytovec představuje nejmenšího kytovce na světě. Samec měří pouze 1,2–1,35 m a jeho váha se pohybuje kolem 43 kg. Samice měří kolem 1,35–1,5 m a váží kolem 47 kg. Novorozeně je jen 60–75 cm dlouhé a váží 8–10 kg. I přes velmi malou velikost má tato plískavice robustně působící tělo s tupou hlavou s nepatrně vyčnívajícím zobákem. Hřbetní ploutev je nízká a velmi zakulacená a jen nepatrně vyrůstá nad nejvyšší bod hřbetu. Podobně zakulacené jsou i prsní ploutve. Většina těla je šedě zbarvená, avšak ocas, prsní a hřbetní ploutve, oblast kolem výdechového otvoru, tváře, okolí tlamy a špička brady jsou tmavě šedé až černé. Mezi černým konečkem brady a oblasti mezi prsními ploutvemi se táhne bílá skvrna, která pokrývá veškerou šířku spodní části těla. Následuje černý pruh s trojúhelníkovými výřezy ve středu, načež začíná dlouhý bílý pruh, který se směrem dále k ocasu roztrojuje; prostřední pruh končí za řitním otvorem, další dvě ramena vedou na stranu těla. Ocas má středně velký středový výřez. Samci mají kolem genitálií černou skvrnu. V každé z čelistí je umístěno 48–62 zubů.

## Biologie

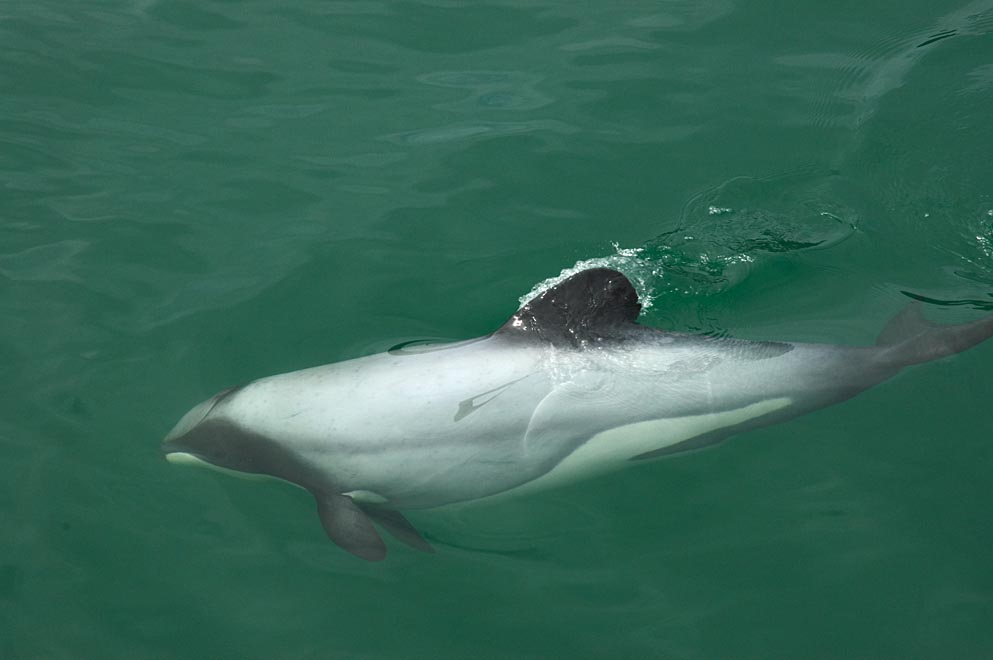
Plískavice novozélandská u hladiny s patrnou tmavou zaoblenou hřbetní ploutví

Žije ve skupinách o 2–8 členech. Tyto menší skupinky se občas mohou sdružovat do větších uskupení až o 50 členech, avšak taková společenství nemívají dlouhého trvání a brzy se rozpadnou. Plískvice novozélandský je poměrně aktivní nad hladinou a předvádí řadu aerobních prvků jako jsou výskoky nad hladinu, pleskání ocasem, vykukování z moře a vzájemné honičky. Míra těchto aktivit rapidně stoupá, pokud se malé skupinky shluknou do větších agregací. K predátorům plískavic patří patrně kosatky a velké druhy žraloků. Živí se oportunisticky; pojídá ryby (mj. Crapatalus novaezelandiae, Lampanyctodes hectoris, Aldrichetta forsteri, šproty aj.), krakatice ( mj.Nototodarus sloanii) i chobotnice. Potravu sbírá po celé výšce vodního sloupce od hladiny po dno. Typické ponory sahají do 50 m a netrvají déle než 90 vteřin.
K vrhání mláďat dochází na jaře a v létě. Gestace trvá kolem 10–11 měsíců. Samice typicky zabřezne jen jednou za 2–4 roky. Pohlavní dospělosti dosahuje ve věku mezi 5–9 lety. Může se dožít nejméně 20 let.

## Ohrožení
Jedná se o ohrožený druh, neboť populace plískavic novozélandských velmi rychle klesá rychlostí více než 50 % v průběhu 3 generací. Hlavní příčinou úbytku populace je hlavně zamotání do tenatových nebo tralovacích sítí. K dalším, podstatně menším hrozbám patří znečištění, nemoci, námořní doprava nebo změny na přirozených stanovištích.